# Akuro no Oka
"Akuro no Oka" (アクロの丘) é um single da banda japonesa de rock Dir en grey, lançado em 20 de janeiro de 1999 pela East West Japan. Foi música tema do programa de televisão Count Down TV.
Foi lançado simultaneamente com "Yurameki" e "Zan" como os primeiros lançamentos da banda em uma grande gravadora. Os três foram regravados e incluídos no single "19990120", que foi lançado em 17 de janeiro de 2024 e comemora os 25 anos de estreia da banda em uma grande gravadora.

## Produção e temas
O single foi produzido por Yoshiki, líder da banda X Japan, e a faixa-título foi composta pelo guitarrista Kaoru com a letra escrita pelo vocalista Kyo. O lado B é uma versão remixada de "Zan", que também foi composta pelo guitarrista. Uma versão remix de "Akuro no Oka" é incluída como lado B de "Yurameki".

## Recepção
Alcançou a sétima posição na Oricon Albums Chart e ficou na parada por cinco semanas. Em fevereiro de 1999 foi certificado disco de ouro pela RIAJ por vender mais de 100 mil cópias.
O website CD Journal descreveu a música como uma "balada bela" com uma "melodia melancólica". Ressaltou que não é uma canção monótona, apesar de ter quase 9 minutos de duração.

## Faixas
Todas as letras escritas por Kyo, todas as músicas compostas por Kaoru.
| N.º            | Título                      | Duração |  |
| 1.             | "Akuro no Oka" (アクロの丘) | 8:30    |  |
| 2.             | "-Zan- D.P. Y. Mix"         | 4:07    |  |
| Duração total: | Duração total:              | 12:40   |  |

## Créditos
Dir en grey
- Kyo (京) – vocais
- Kaoru (薫) – guitarra
- Die – guitarra
- Toshiya – baixo
- Shinya – bateria

Créditos adicionais
- Yoshiki – produção